# Andrew Briscoe
Andrew Briscoe (Claiborne, 25 de novembro de 1810 - 4 de outubro de 1849) foi um pioneiro americano que lutou na Revolução do Texas contra a autoridade mexicana.
Andrew nasceu no Condado de Claiborne, no Mississippi, e emigrou para Anahuac, Texas, onde abriu uma loja. Ele lutou com o exército Texano durante a revolução, e assinou a Declaração da Independência do Texas em 1836. Mais tarde serviu como Chefe de Justiça de Harrisburg, no Texas, 1836-1839. Terminado o seu mandato, ele se tornou um negociante de gado. Na primavera de 1849, ele se mudou com sua família para New Orleans, onde viveu até sua morte.
Briscoe está enterrado no cemitério do Texas em Austin, Texas. O condado de Briscoe, no Texas, foi nomeado em sua honra.